# Bến Cầu (huyện)
Bến Cầu là một huyện biên giới nằm ở phía nam tỉnh Tây Ninh, Việt Nam.

## Địa lý
Huyện Bến Cầu nằm ở phía nam tỉnh Tây Ninh, có vị trí địa lý:
- Phía đông giáp huyện Gò Dầu
- Phía tây và tây nam giáp huyện Svay Teab và thành phố Bavet, tỉnh Svay Rieng, Campuchia
- Phía nam giáp thị xã Trảng Bàng
- Phía bắc giáp huyện Châu Thành.

Huyện Bến Cầu có diện tích 264 km², dân số năm 2019 là 69.849 người, mật độ dân số đạt 265 người/km².
Huyện lỵ là thị trấn Bến Cầu nằm trên tỉnh lộ 786, cách Thành phố Tây Ninh khoảng 30 km về phía nam và cách cửa khẩu quốc tế Mộc Bài khoảng 6 km về phía bắc. 
Sông Vàm Cỏ Đông chảy vào địa phận Bến Cầu tại xã Long Chữ, chảy theo rìa phía đông của xã Tiên Thuận, Lợi Thuận, An Thạnh rồi chảy qua thị xã Trảng Bàng về tỉnh Long An. Các chi lưu sông Vàm Cỏ Đông trên địa bàn huyện như rạch Gò Suối, rạch Xóm Khách, Rạch Bảo,... vừa là dòng chảy dẫn nước trong vùng, vừa làm ranh giới tự nhiên của một số xã trong huyện.

## Hành chính
Huyện Bến Cầu có 9 đơn vị hành chính cấp xã trực thuộc, bao gồm thị trấn Bến Cầu (huyện lỵ) và 8 xã: An Thạnh, Lợi Thuận, Long Chữ, Long Giang, Long Khánh, Long Phước, Long Thuận, Tiên Thuận.

## Lịch sử
Đầu thế kỷ XIX, người Việt đã đến khai khẩn tại Bến Cầu. Năm 1844, đã lập được 4 làng là Long Giang, Long Chữ, Long Khánh và Long Thuận. Lúc đó Bến Cầu thuộc huyện Châu Thành.
Năm 1949, chính quyền cách mạng thành lập huyện Khăn Xuyên, trong đó có 3 xã: Long Giang, Long Khánh và Long Chữ.
Năm 1953, lại nhập huyện Khăn Xuyên vào huyện Châu Thành.
Thời Việt Nam Cộng hoà, chính quyền Sài Gòn nhiều lần thay đổi ranh giới các quận, các xã. Năm 1959, chia quận Gò Dầu Hạ thành 2 quận: Hiếu Thiện và Khiêm Hanh. Quận Hiếu Thiện bao gồm toàn bộ huyện Bến Cầu ngày nay và một số xã giáp ranh thuộc các huyện Gò Dầu, Trảng Bàng.
Cuối năm 1959, chính quyền cách mạng tách phần đất phía tây sông Vàm Cỏ Đông thuộc huyện Gò Dầu để thành lập huyện Bến Cầu, bao gồm 8 xã: An Thạnh, Lợi Thuận, Long Chữ, Long Giang, Long Khánh, Long Phước, Long Thuận và Tiên Thuận.
Ngày 20 tháng 8 năm 1999, thành lập thị trấn Bến Cầu (thị trấn huyện lỵ huyện Bến Cầu) trên cơ sở 638 ha diện tích tự nhiên và 5.555 nhân khẩu của xã Lợi Thuận.
Huyện Bến Cầu có 1 thị trấn và 8 xã như hiện nay.

## Giao thông
Phía nam huyện có quốc lộ 22A ngang qua trên chiều dài 10 km. Đường tỉnh 786 từ thành phố Tây Ninh qua huyện Châu Thành tới xã Long Chữ xuống thị trấn Bến Cầu ra quốc lộ 22A. Ngoài ra, còn có mạng lưới giao thông nông thôn nối huyện lỵ với tất cả các xã. Huyện Bến Cầu có một sông lớn và nhiều rạch nhỏ, thuận tiện cho giao thông đường thủy.